# Broncoviz

Carla Signoris, Maurizio Crozza e Mauro Pirovano nel programma Avanzi

I Broncoviz sono stati un gruppo comico italiano formato da Marcello Cesena, Maurizio Crozza, Ugo Dighero, Mauro Pirovano e Carla Signoris, fondato nel 1989 e attivo fino al 1996.

## Origine del nome
Il nome Broncoviz è una citazione dal film Ridere per ridere (The Kentucky Fried Movie), una commedia cult del 1977 diretta da John Landis e scritta da Zucker-Abrahams-Zucker. Nella pellicola sono presenti diversi finti trailer di film di serie B, tutti prodotti da un certo Samuel L. Bronkowitz della Bronkowitz Film Production.

## Storia

### Origini
Maurizio Crozza e Ugo Dighero si conobbero in prima elementare, mentre Crozza conobbe Carla Signoris (sua futura moglie) durante il primo anno di liceo. I tre incontrarono poi Marcello Cesena e Mauro Pirovano intorno alla fine degli anni settanta. Frequentando insieme la scuola del Teatro Stabile di Genova, costituirono una compagnia presso il Teatro dell'Archivolto insieme al regista Giorgio Gallione. Il loro primo lavoro a teatro fu lo spettacolo Il bar sotto il mare, seguito da Amlieto, il principe non si sposa, entrambi tratti da libri di Stefano Benni.
Nel 1989 i cinque diedero vita ai Broncoviz. In quell'anno il gruppo cominciò la carriera radiofonica facendo 13 parodie di film famosi nel programma di Rai Radio 3 Axillo. I ruoli di ogni individuo, nel gruppo, erano ben definiti. Marcello Cesena, per via della sua voce alta e squillante, interpretava soprattutto parti en travesti e si occupava anche della regia di sketch e parodie. Carla Signoris e Maurizio Crozza, invece, ricoprivano nella maggior parte dei casi il ruolo dei conduttori, e si cimentavano nelle imitazioni. Ugo Dighero partecipava in modo attivo agli sketch, mentre Mauro Pirovano svolgeva il ruolo di spalla comica.

### Avanzi
Nel 1992 i Broncoviz sbarcarono in televisione, su Rai 3, partecipando alla trasmissione Avanzi in cui il gruppo si cimentò nella realizzazione di moltissime parodie di spot televisivi dell'epoca, tra cui: Grigiopirla (parodia di Grigioperla), Merendina Frista (Fiesta Ferrero), Passata Posillipo, Fasorade (Gatorade), Fasa Cola (Coca-Cola), Popexan (Topexan), Gran Gran - "Michele è l'intenditore" (Glen Grant), Caffè Rinko (Kimbo Caffè), Forforin, Caramelle Doctor (Victors Respiravivo), Corsi di lingue D'Agusten (De Agostini), Riboc (Reebok), Aiace (Ace), Sirirasi, Suoch (Swatch) e Soffricini Pintus (Sofficini Findus).
I Broncoviz realizzarono anche alcune parodie a tema politico, come Antica segreteria del Corso (parodia di Antica Gelateria del Corso riferita al Partito Socialista Italiano e a Tangentopoli) e Vogliono disgregare l'Italia, (parodia dello spot elettorale della Democrazia Cristiana). Il gruppo realizzò inoltre alcune particolari Pubblicità Progresso, tra cui: La cabina, un posto sicuro, contro l'uso smodato dei telefoni cellulari (che proprio in quegli anni si stavano diffondendo sempre più), e Adotta un disoccupato.

### Tunnel
I Broncoviz ritornano nel 1993 all'interno della trasmissione televisiva Tunnel, qui, oltre alle consuete parodie delle pubblicità, venivano trasmessi anche i TG Riuniti, fantomatica unione di TG1, TG2 e TG3. Infatti la sigla dei TG Riuniti era proprio il logo del TG1 che andava in frantumi sotto i colpi del logo del TG3, a sua volta soppresso dal logo del TG2. TG Riuniti metteva in scena le difficoltà di quattro conduttori di TG Rai (Marcello Cesena, Maurizio Crozza, Ugo Dighero e Carla Signoris, con i loro veri nomi) costretti a mandare in onda una trasmissione assolutamente neutrale, pena la morte del conduttore per mano di un sadico emissario dei capi dell'azienda (Mauro Pirovano).
Ogni volta che all'interno del telegiornale una domanda restava senza risposta, veniva stabilito un collegamento con un fantomatico dottore di origine apparentemente straniera (Maurizio Crozza), che puntualmente diceva «di non avere idea della risposta», e concludeva ogni sketch dicendo «Bel collegament!», a sottolineare la scarsa importanza e organizzazione dei TG Riuniti. Il conduttore maggiormente controcorrente era invece la giornalista interpretata da Marcello Cesena che portava il suo stesso nome. All'inizio di ogni edizione leggeva sempre un lungo e noioso comunicato sindacale contro i bavagli imposti ai giornalisti.

### Peggio di così si muore
Nel 1995 girarono il film Peggio di così si muore.

### Hollywood Party
Nel 1996 andò in onda su Rai 3 Hollywood Party, trasmissione scritta e prodotta dai Broncoviz. Ogni puntata di Hollywood Party aveva come oggetto un filone cinematografico differente e presentava le parodie delle pellicole maggiormente conosciute rientranti nelle categorie di volta in volta presentate, nonché diverse gag sul tema del cinema. Ad aprire ogni puntata vi erano le improbabili pubblicità a diapositive del marchio commerciale Novembrini, di volta in volta riferite a un prodotto diverso, nello stile delle pubblicità che precedono la proiezione dei film al cinema.
All'interno della trasmissione vi erano come "ospiti" numerosi personaggi ricorrenti impersonati dai cinque Broncoviz, tra cui: il soprano centroasiatico Irina Skassalkatsaja (interpretata da Marcello Cesena en travesti); il critico cinematografico costantemente impreparato Steve Imparato (Ugo Dighero); il baffuto direttore d'orchestra Empire State McNamara (ancora Dighero); il mago degli effetti speciali Tom Rainer (Maurizio Crozza che "abusava" di uno stralunato Cesena); il miserabile ex-produttore di origine greca Aristotiles Piroskafos (Mauro Pirovano), che aveva rifiutato di produrre film come Nightmare o Superman. Alla conduzione del programma vi era la coppia formata da Bob e Sheila (Maurizio Crozza e Carla Signoris), ospiti abusivi della villa di Kevin Costner e qui impegnati ad affrontare le trovate dell'improbabile maggiordomo indiano chiamato Javarnanda Malor (Mauro Pirovano), ricalcato sull'aspetto e i manierismi di Peter Sellers nel film Hollywood Party, da cui lo show prendeva nome.

### Scioglimento
In seguito al successo solista di Crozza e ai progetti personali degli altri membri, principalmente legati alle collaborazioni con la Gialappa's Band, il gruppo si sciolse, pur rimanendo i componenti in ottimi rapporti tra loro e non escludendo un ritorno futuro.

## Filmografia
- Peggio di così si muore, regia di Marcello Cesena (1995)

## Trasmissioni televisive
- Avanzi - Rai 3 (1992-1993)
- Tunnel - Rai 3 (1994)
- Hollywood Party - Rai 3 (1996)

## Radio
- Axillo - Rai Radio 3 (1989)

## Teatro
- L'incerto palcoscenico
- Il bar sotto il mare
- Amlieto, il principe non si sposa